# Berufsbildende Bauschule Nr. 19
Die Berufsbildende Bauschule Nr. 19 (Макеевское профессионально-техническое строительное училище №19) war eine Bildungseinrichtung in Makijiwka in der Ukraine, die während des russischen Angriffs im Jahr 2022 als Militärunterkunft genutzt und am 1. Januar 2023 durch ukrainischen Artilleriebeschuss zerstört wurde.

## Lage & Ausrichtung
Bis befand sich die Schule in der Kreml-Straße 48 (ukrainisch Кремлівська вулиця) im Stadtteil Iljitschs Weg (ukrainisch Шлях Ілліча) westlich des Stadtzentrums.
Zu den in der berufsbildenden Schule gelehrten Fachgebieten gehörten „Architektur und Stadtplanung“, „Industrietechnik“, „Hoch- und Tiefbau“, „Technologien der Leichtindustrie“, „Transporttechnologien“ sowie „Energiewirtschaft, Elektrotechnik und Elektromechanik“.

## Zerstörung 2023
Makijiwka ist die östliche Nachbarstadt von Donezk, dem Hauptort der selbsternannten Volksrepublik Donezk. Zur Einquartierung der russischen Soldaten wurden öffentliche Gebäude genutzt.
In der Berufsbildenden Bauschule Nr. 19 waren seit der Teilmobilmachung in Russland im September 2022 vor allem Reservisten untergebracht, die unter anderem aus Samara stammten; die Gebäude wurden aber auch als Lagerstätte für Munition und Betriebsmittel genutzt.
In den ersten Minuten des Jahres 2023 wurde das Areal des temporären Stützpunktes laut russischen Angaben von mindestens vier Raketen eines HIMARS-Raketenwerfer getroffen; zwei weitere Raketen sollen abgefangen worden sein. Demnach hielten sich mindestens 700 Menschen bei einer Feier in dem Gebäude auf. Die russische Seite vermeldete zunächst 63 Tote. In Russland wurde die Fahrlässigkeit der Unterbringung kritisiert, da sich in der Nähe der Schule ein Munitionsdepot befunden haben soll, welches demnach bei dem Angriff explodierte und die schweren Zerstörungen und hohen Todeszahlen wesentlich verursachte.
Das Gebäude stürzte vollständig ein. Zwei Tage nach der Zerstörung erhöhte Russland die Zahl der Toten auf 89, darunter ein stellvertretender Kommandeur, was die bis dahin höchste Todeszahl eines einzelnen ukrainischen Angriffs darstellte. Zudem wurde als Grund für die Anvisierung der ehemaligen Schule die hohe Zahl der aktiven Mobiltelefone in der Neujahrsnacht angegeben.
Unter Berufung auf interne Informationen aus dem US-Verteidigungsministerium berichtete der amerikanische Sender CBS, dass in Makijiwka 200 bis 500 russische Rekruten getötet oder verletzt worden sein sollen. Anhand von Berichten über Beerdigungen konnte BBC News bis im März 2023 den Tod von 139 Soldaten bestätigen.
Russische Quellen behaupteten, der HIMARS-Raketenwerfer sei anschließend geortet und zerstört worden sein. Zudem seien bei dem Gegenschlag ebenfalls mehrere hundert Menschen auf ukrainischer Seite getötet worden.